# Partei der Arbeit Koreas
|  | Dieser Artikel wurde aufgrund von inhaltlichen Mängeln auf der Qualitätssicherungsseite der Redaktion Ostasien eingetragen. Dies geschieht, um die Qualität der Artikel aus dem Themengebiet Ostasien auf ein akzeptables Niveau zu bringen. Dabei werden Artikel gelöscht, die nicht signifikant verbessert werden können. Bitte hilf mit, die inhaltlichen Mängel dieses Artikels zu beseitigen, und beteilige dich bitte an der Diskussion! |

Die Partei der Arbeit Koreas oder kurz PdAK (koreanisch 조선로동당, McCune-Reischauer Chosŏn Rodongdang) ist die herrschende Einheitspartei in Nordkorea unter Führung der Kim-Familie. Ihre führende Rolle im Staat ist in Abschnitt I, Artikel 11 der Verfassung des Landes festgelegt. Organe des Zentralkomitees (ZK) der PdAK sind die Zeitung Rodong Sinmun und die theoretisch-ideologische Zeitschrift Kulloja. Die Partei vertritt die Chuch’e-Ideologie und die Sŏn’gun-Politik. Das Parteisymbol ist eine abgewandelte Version der gekreuzten Hammer und Sichel, es zeigt einen gekreuzten Hammer, eine Koreanische Sichel und einen Pinsel. Das Symbol soll die nach Eigenwahrnehmung durch die Partei vertretene Arbeiter- und Bauernschaft sowie die Intelligenz repräsentieren.

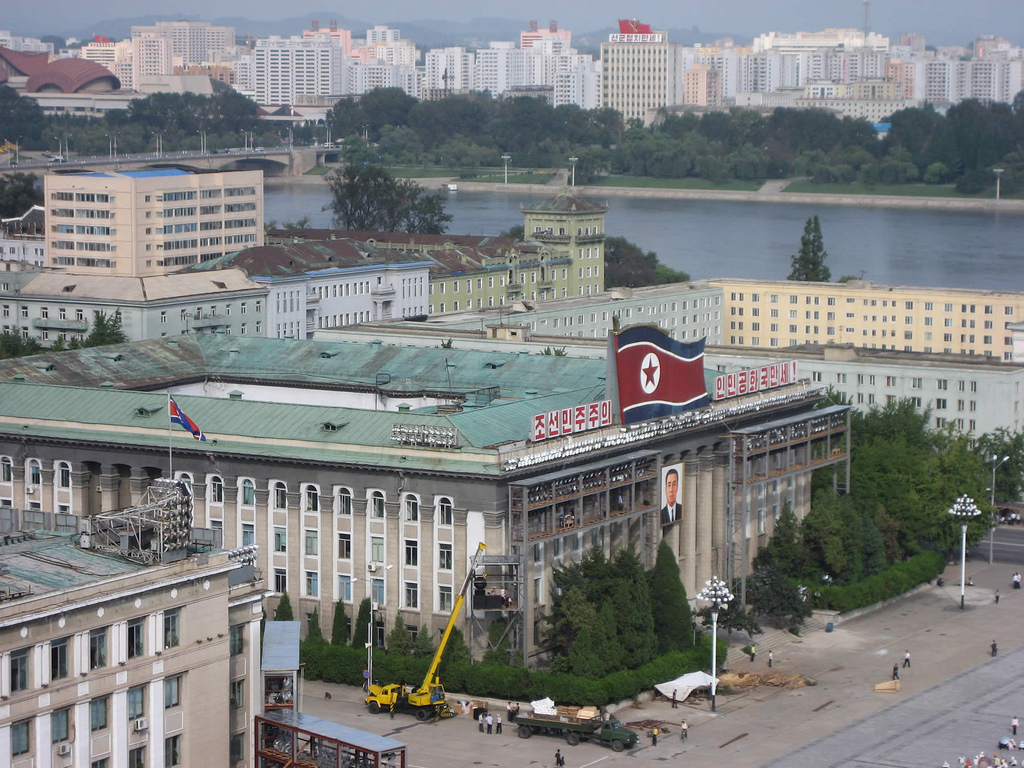
Parteizentrale am Kim-Il-sung-Platz in Pjöngjang

## Allgemeines
Im De-facto-Einparteiensystem Nordkoreas bestehen neben der PdAK noch zwei weitere Parteien, die Sozialdemokratische Partei Koreas und die nationalreligiöse Chondoistische Ch’ŏngu-Partei, die jedoch ausschließlich als Blockparteien fungieren und der PdAK unterstellt sind. Sie haben zwar zentrale Büros in der Hauptstadt Pjöngjang, aber keine sonstige Parteiorganisation. Die Existenz dieser beiden anderen Parteien soll den Schein eines Parteienpluralismus wahren. Die SDPK und die Chondoistische Ch’ŏngu-Partei bilden gemeinsam mit der PdAK die Demokratische Front für die Wiedervereinigung des Vaterlandes (DFWV).
Jährlich am 10. Oktober wird in Nordkorea der Tag der Gründung der Partei der Arbeit Koreas als Nationalfeiertag begangen. In Pjöngjang liegt das Museum der Parteigründung, welches sich in dem Gebäude befindet, in dem die PdAK 1945 von Kim Il-sung gegründet worden sein soll. Städtebaulich soll in Pjöngjang das Monument zur Gründung der Partei der Arbeit Koreas die führende Rolle der Partei unterstreichen.

## Geschichte

### Vorgeschichte (1919–1945)
Bereits 1919 existierten zwei Gruppen auf der Koreanischen Halbinsel, die sich auf den Bolschewismus beriefen.
In den 1920er-Jahren gründete sich die „Hwayo-Gruppe“. Sie war eine der Fraktionen innerhalb der kommunistischen Bewegung. Im November 1924 benannte sie sich in „Hwayo-Gesellschaft“ um.
Im April 1925 wurde die Kommunistische Partei Koreas (KPK) in der Illegalität gegründet – die damalige japanische Regierung (Korea war damals ein Teil des Japanischen Kaiserreichs) verbot separatistische Vereinigungen.
Im April 1926 organisierte sich die „ML-Gruppe“ eine weitere Fraktion, die sich im Herbst desselben Jahres in die Partei eingliederte. Innerhalb der Partei gab es dann einen Kampf zwischen der ML-Gruppe und anderen Fraktionen um die Hegemonie.
Der VI. Weltkongress der Komintern (17. Juli – 1. September 1928) nahm die KPK als Sektion der Komintern auf.
Die KPK wurde letzten Endes infolge ihres illegalen Status und der entsprechenden Verfolgung sowie aufgrund des Fraktionismus und des Sektierertums 1928 aufgelöst. Danach existierten nur noch einzelne kommunistische Gruppen auf der Koreanischen Halbinsel, viele Kommunisten gingen in die Sowjetunion, die Mandschurei und nach China. Von China aus führten kommunistische Partisanen unter dem Oberbefehl Kim Il-sungs seit Beginn der 1930er-Jahre einen bewaffneten antijapanischen Partisanenkampf, später auch innerhalb der Koreanischen Halbinsel.

### Reorganisierung und Gründung der PdAK (1945–1949)
Nach der Unabhängigkeit von Japan 1945 gründeten in Südkorea die „ML-“ beziehungsweise die „Hwayo-Gruppe“ die „Jangan-Partei“ und die „Partei des Wiederaufbaus“.
Vom 10. bis zum 13. Oktober 1945 tagte im Norden Koreas, in Pjöngjang, der Gründungsparteitag des Zentralen Organisationskomitees der Kommunistischen Partei (KP) Nordkoreas, an dessen Spitze Kim Yong-bom stand. Dieser wurde jedoch bereits nach zwei Monaten durch Kim Il-sung abgelöst, der die Unterstützung der sowjetischen Besatzungsmacht genoss. Die nordkoreanische Geschichtsschreibung behauptet heute, Kim Il-sung habe am 10. Oktober die heutige PdAK gegründet.
Am 16. Februar 1946 wurde von aus China heimgekehrten Kommunisten die Neudemokratische Partei Nordkoreas (NDP) gegründet. Vom 28. bis zum 30. August 1946 fand der Vereinigungsparteitag statt, auf dem sich die NDP und das Zentrale Organisationskomitee der KP Nordkoreas zur Partei der Arbeit (PdA) Nordkoreas vereinigten. Die neue Partei hatte etwa 170.000 Mitglieder, von denen knapp 80 % aus den Reihen der ehemaligen KP kamen. Kim Du-bong, zuvor Vorsitzender der NDP, wurde der erste Generalsekretär.
Im Süden Koreas vereinigten sich die linken Parteien im November 1946 ebenfalls zu einer Einheitspartei namens Nam-joseon-rodong-Partei (Südkoreanische Partei der Arbeit), die enge Kontakte zu ihrem nördlichen Pendant pflegte. In den Jahren bis 1948 siedelte die Mehrheit der südkoreanischen Parteifunktionäre, bedrängt durch antikommunistische Repressalien, in den Norden über.
Im März 1948 fand der 2. Parteitag der PdA Nordkoreas statt; er betrachtete die qualitative Stärkung der Partei als die zentrale Frage beim Aufbau einer Massenpartei und unterbreitete unter anderem die Aufgabe, „die Parteizellen zu festigen, die ideologische Arbeit der Partei zu verbessern und ihre organisatorische und ideologische Einheit zu sichern.“
Am 30. Juni 1949 vereinigten sich die PdA Nordkoreas und die im Süden illegal wirkende PdA Südkoreas auf einem gemeinsamen Plenum ihrer Zentralkomitees (ZK) schließlich zur PdAK. Zum Vorsitzenden des Zentralkomitees der PdAK (bis 1966) wurde Kim Il-sung gewählt.

### Unter der Führung Kim Il-sungs (1949–1994)
Vom 23. bis zum 29. April 1956 fand der 3. Parteitag der PdAK statt, auf dem Kim Il-sung die Notwendigkeit des Ausbaus der Einheit der Partei betonte.
Auf einer späteren ZK-Tagung übten zwei Mitglieder des Politbüros des ZK heftige Kritik an der Parteispitze. („Mit einem Wort, sie griffen die Linie der Führung, ihre Einheit an. Das ganze Zentralkomitee war empört über sie. … Das Plenum kritisierte sie, nichts weiter“, sagte Kim Il-sung später über den Zwischenfall.) Die beiden Spitzenpolitiker bemängelten, die Beschlüsse des 20. Parteitages der KP der Sowjetunion bezüglich des Personenkults seien in Nordkorea nicht beachtet worden. Die wirtschaftlichen und politischen Ergebnisse in Nordkorea entsprächen nicht der Plattform des 20. Parteitages und im ZK der Partei habe sich ein Haufen inkompetenter Personen angesammelt. Unmittelbar nach der Ablehnung ihrer Kritik durch das ZK flohen diese beiden Politbüromitglieder jedoch nach China, kehrten später – nachdem die UdSSR und China die PdAK-Führung dazu bewogen hatten, einzuwilligen, „ihre Fehler zu korrigieren“ – jedoch zurück und nahmen ihre alten Positionen wieder ein.
Vom 11. bis zum 18. September 1961 fand der 4. Parteitag statt, auf dem Kim Il-sung die programmatischen Aufgaben zur weiteren organisatorischen und ideologischen Festigung der Partei und zur Verstärkung ihrer führenden Rolle stellte und besonders hervorhob, dass Revisionismus, Sektierertum, Lokalpatriotismus und Nepotismus zu bekämpfen seien. Der 4. Parteitag stellte den Siebenjahrplan für den Zeitraum von 1961 bis 1967 auf.
Vom 10. bis zum 14. Dezember 1962 fand unter dem Vorsitz Kim Il-sungs die 5. Plenartagung des 4. Zentralkomitees der Partei der Arbeit Koreas statt, an der neben den Mitgliedern und Kandidaten des Zentralkomitees auch die Mitglieder der Zentralen Parteikontrollkommission, Funktionäre zentraler und regionaler Parteiorganisationen sowie verantwortliche Personen von Ministerien und staatlichen Zentral-Verwaltungen teilnahmen. Auf der Tagesordnung des Plenums standen die Frage der weiteren Stärkung der Landesverteidigung und das Ergebnis der Durchführung des Volkswirtschaftsplans 1962 und der Volkswirtschaftsplan 1963.

Kim Jong-il

Am 19. Juni 1964 begann Kim Jong-il seine Parteiarbeit im Zentralkomitee der PdAK. Auf der 2. Parteikonferenz der PdAK wurde im Oktober 1966 Kim Il-sung zum Generalsekretär des Zentralkomitees der PdAK gewählt.
Der 5. Parteitag der PdAK 1970 beschloss den Sechsjahresplan 1971/76.
Ab September 1973 hatte Kim Jong-il die Funktion des Sekretärs des ZK der PdAK inne, im Oktober desselben Jahres wurde er zum Mitglied des ZK der PdAK gewählt. Auf der 8. Plenartagung des ZK der PdAK am 13. Februar 1974 wurde er schließlich zum Mitglied des PB des ZK gewählt.
Vom 10. bis zum 14. Oktober 1980 fand in Pjöngjang der VI. Parteitag der PdAK statt. Der Parteitag beschloss, die ganze Gesellschaft „getreu der Juche-Ideologie umzugestalten.“ Zudem beschloss er das Ziel der Einbringung von 15 Millionen Tonnen Getreide, wählte Kim Jong-il zum Mitglied des Präsidiums des PB des ZK, zum Sekretär des ZK und Mitglied der Zentralen Militärkommission der PdAK und nahm ein neues Parteistatut an.

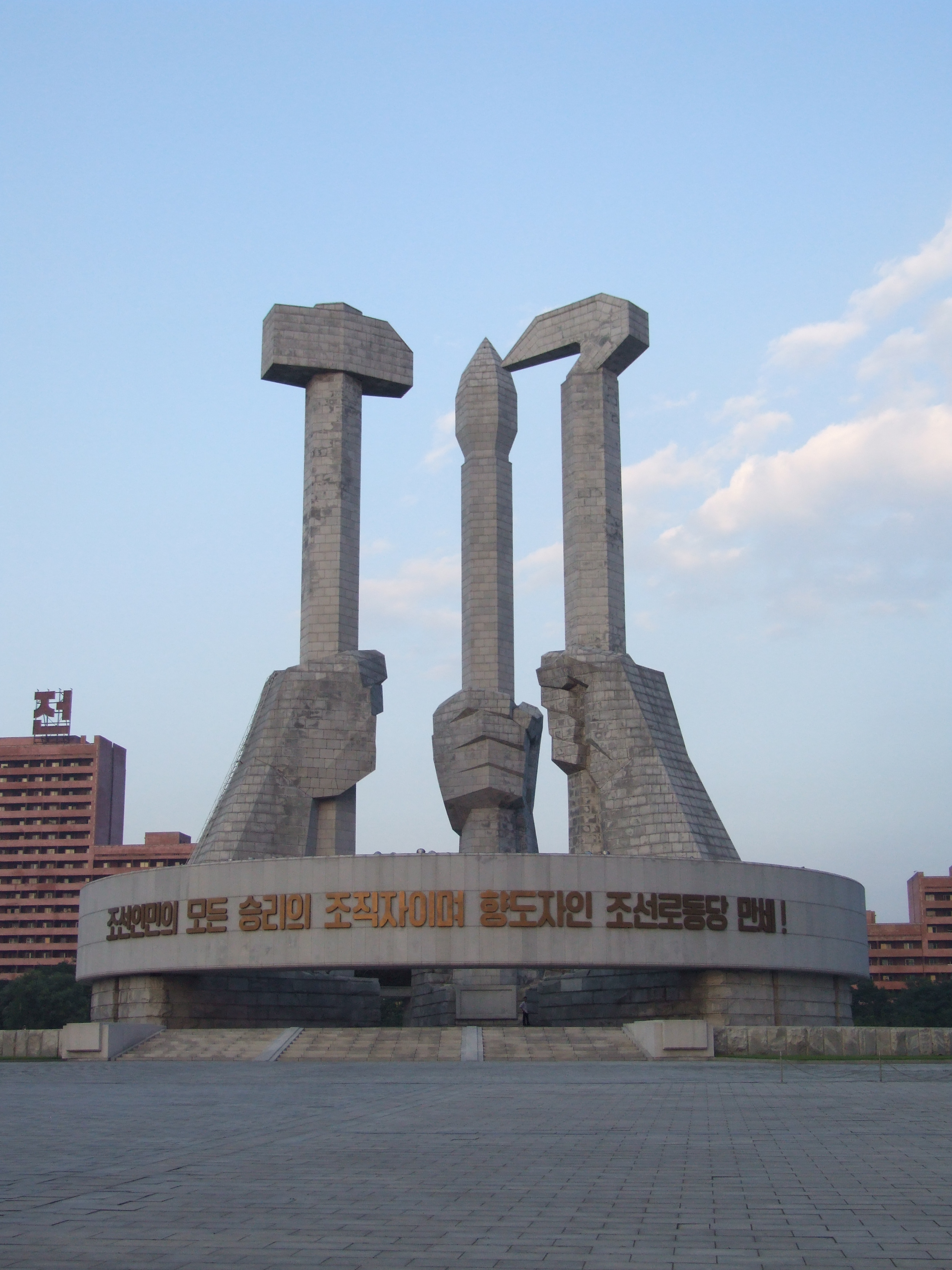
Das Monument zur Gründung der Partei der Arbeit Koreas in Pjöngjang.

Der 7. Parteitag war ursprünglich für 1986 vorgesehen, jedoch fand dieser erst 2016 statt. Es ist ein Novum innerhalb der kommunistischen Bewegung, dass eine kommunistische Partei innerhalb eines Zeitraumes von 36 Jahren keinen einzigen Parteitag abhielt.
Im April 1982 wurde eine gemeinsame Tagung des ZK der PdAK und der Obersten Volksversammlung Nordkoreas abgehalten. Auf dem 12. Plenum der PdAK am 12. Dezember 1991 wurde Kim Jong-il zum obersten Befehlshaber der Koreanischen Volksarmee ernannt. Am 13. April 1992 – zwei Tage vor seinem 80. Geburtstag – wurde Kim Il-sung vom ZK der PdAK der Ehrentitel „Generalissimus“ zuerkannt.
Am 8. Juli 1994 verstarb der Generalsekretär des ZK der PdAK, Kim Il-sung, im Alter von 82 Jahren an den Folgen eines Herzinfarktes. 

### Unter der Führung Kim Jong-ils (1994–2011)
Nach einer staatlich verordneten dreijährigen Trauerzeit um Kim Il-sung wurde sein Sohn Kim Jong-il am 8. Oktober 1997 zum neuen Generalsekretär gewählt. Zuvor fanden auf Regionalebene Parteisitzungen statt, auf denen sich die Teilnehmer für die Wahl Kim Jong-ils aussprachen.
Im November 2008 nahmen auch Vertreter der PdAK am 10. Internationalen Treffen der Kommunistischen und Arbeiterparteien im brasilianischen São Paulo teil.
Im Juni 2010 berief das PB des ZK der PdAK für Anfang September 2010 die 3. Parteikonferenz der PdAK ein. Diese sollte das höchste Führungsorgan wählen. Zudem sollen die neuen Anforderungen für die „revolutionäre Entwicklung der Partei“ ein weiteres Thema dieser Parteikonferenz sein. Auf der Konferenz, die erst am 28. September 2010 in Pjöngjang stattfand, wurde Kim Jong-il als Generalsekretär bestätigt, eine Änderung und Ergänzung des Parteistatuts beschlossen und neue Führungsorgane, unter anderem das ZK, gewählt. Die Parteikonferenz war das erste große gesamtnationale Parteitreffen seit Dezember 1993 (damals trat das vom VI. Parteitag gewählte ZK zu seiner 21. und letzten Plenartagung zusammen). Im Anschluss an die Parteikonferenz fand eine Plenartagung des neuen ZK, das sich aus 229 Personen zusammensetzte, statt. Die Propaganda maß der Konferenz große Bedeutung bei, was als eine Wiederanerkennung der Bedeutung der Partei verstanden werden konnte, da sich Kim Jong-il im Rahmen der Songun-Politik hauptsächlich auf die Armee stützte.
Am 6. Dezember 2010 wurde zwischen der PdAK und der kommunistischen Regierungspartei der Demokratischen Volksrepublik Laos, der Laotischen Revolutionären Volkspartei, in der laotischen Hauptstadt Vientiane ein Abkommen über Kooperation und Austausch von Delegationen unterzeichnet.
Im Zuge der III. Parteikonferenz der PdAK wurde Kim Jong-un am 28. September 2010 in das Zentralkomitee der Partei und gleichzeitig zum stellvertretenden Vorsitzenden der Militärkommission berufen.
Am 17. Dezember 2011 verstarb der Generalsekretär des ZK der PdAK, Kim Jong-il, im Alter von offiziell 69 Jahren an den Folgen eines Herzinfarktes.

### Unter der Führung Kim Jong-uns (seit 2011)
Nach Ende der offiziellen Trauerzeit um seinen Vater wurde Kim Jong-un am 29. Dezember 2011 von Kim Yŏng-nam, dem protokollarischen Staatsoberhaupt des Landes, während einer öffentlichen Zeremonie auf dem Kim-Il-sung-Platz zum „obersten Führer“ der Partei und des Militärs ausgerufen.
Am 11. April 2012 wurde Kim Jong-un auf der IV. Parteikonferenz der Partei der Arbeit Koreas zum Ersten Sekretär und damit offiziell zum Parteiführer gewählt.
Vom 6. bis 10. Mai 2016 fand erstmals seit 1980 ein Parteitag der PdAK statt. Auf dem insgesamt siebten Parteitag wurde unter anderem ein neuer Fünfjahresplan verkündet.
Bei der Parlamentswahl 2019 hatte die Bevölkerung erneut nur die Wahl für einen einzigen durch die PdAK aufgestellten Kandidaten des jeweiligen Wahlkreises und sie konnte nur mit ja oder nein stimmen. Die Wahl war nicht geheim und es herrschte Wahlpflicht. Wie bei der Wahl 2014 lag die Wahlbeteiligung bei fast 100 % und das Zwangsbündnis Demokratische Front für die Wiedervereinigung des Vaterlandes um die PdAK erhielt 100 % der Stimmen dieser Scheinwahl.
Im Jahre 2021 wurde Kim Jong-un auf dem achten Parteitag zum Generalsekretär der Partei gewählt. Den Titel des Generalsekretärs hatten bereits sein Großvater Kim Il-sung und sein Vater Kim Jong-il inne.

### Politische Säuberungen
In der Parteigeschichte gab es zahlreiche umfangreiche „Säuberungen“, d. h. Ausschaltungen unliebsamer Akteure innerhalb der PdAK. Die wichtigsten „Säuberungen“ und ihre Opfer sind:
- 1953 wurde eine Gruppe hochrangiger Funktionäre wegen „Spionage für die USA und umstürzlerischer Bestrebungen“ vor Gericht gestellt und verurteilt
- 1955 wurde der Außenminister Pak Hon-yong, dem eine Tätigkeit als „amerikanischer Geheimagent“ vorgeworfen wurde, hingerichtet
- 1956 wurde Mu Chong, Mitglied der prochinesischen Yenan-Fraktion innerhalb der Partei, Opfer einer Hinrichtung
- Im März 1958 richtete sich eine Säuberung gegen die prosowjetische Gruppe Hŏ Ka-is und die Yenan-Fraktion um Kim Du-bong sowie gegen Funktionäre, die den Chruschtschowschen Reformen aufgeschlossen gegenüberstanden.
- Im März 2010 wurde der ZK-Funktionär Pak Nam-ki hingerichtet.

## Leitende Organe

### Parteitage und Parteikonferenzen
| Datum                  | Bezeichnung          |
| ---------------------- | -------------------- |
| 28.–30. August 1946    | I. Parteitag         |
| 27.–30. März 1948      | II. Parteitag        |
| 23.–29. April 1956     | III. Parteitag       |
| 3.–6. März 1958        | I. Parteikonferenz   |
| 11.–18. September 1961 | IV. Parteitag        |
| 3.–6. Oktober 1966     | II. Parteikonferenz  |
| 2.–13. November 1970   | V. Parteitag         |
| 10.–14. Oktober 1980   | VI. Parteitag        |
| 28. September 2010     | III. Parteikonferenz |
| 11. April 2012         | IV. Parteikonferenz  |
| 6.–9. Mai 2016         | VII. Parteitag       |
| 5.–10. Januar 2021     | VIII. Parteitag      |

### Zentralkomitee
Das auf dem VIII. Parteitag gewählte Zentralkomitee (ZK) umfasst 139 Mitglieder und 111 Kandidaten. Aus den Mitgliedern des ZK werden die leitenden Posten der Partei besetzt.

### Politbüro des ZK
Das Politbüro (PB) des Zentralkomitees und sein Präsidium organisieren und leiten die gesamte Parteiarbeit im Namen des ZK zwischen dessen Plenartagungen. Das Politbüro des ZK sollte mindestens einmal monatlich tagen (Statut der PdAK, Kapitel III, Artikel 25).
Auf der dem VIII. Parteitag folgenden konstituierenden Sitzung des neu gewählten ZK am 11. Januar 2021 wurden die Mitglieder und Kandidaten des PB des ZK der PdAK gewählt.
Mitglieder: Kim Jong-un, Choe Ryong-hae, Ri Pyong-chol, Kim Tok-hun, Jo Yong-won, Pak Thae-song, Pak Jong-chon, Jong Sang-hak, Ri Il-hwan, Kim Tu-il, Choe Sang-gon, Kim Chae-ryong, O Il-jong, Kim Yong-chol, O Su-yong, Kwon Yong-jin, Kim Jong-gwan, Jong Kyong-thaek, Ri Yong-gil
Kandidaten: Pak Thae-dok, Pak Myong-sun, Ho Chol-man, Ri Chol-man, Kim Hyong-sik, Thae Hyong-chol, Kim Yong-hwan, Pak Jong-gun, Yang Sung-ho, Jon Hyon-chol, Ri Son-gwon

#### Präsidium des Politbüros
Auf der ersten plenarmäßigen Sitzung des ZK der PdAK am 10. Mai 2021 wurden die Mitglieder des Präsidiums des PB des ZK der PdAK gewählt.
Mitglieder: Kim Jong-un, Choe Ryong-hae, Ri Pyong-chol, Kim Tok-hun, Jo Yong-won

### Sekretariat des Zentralkomitees
Das Sekretariat des ZK berät und entscheidet regelmäßig über Kaderfragen, interne Fragen der Partei sowie andere Aufgaben der Partei und kontrolliert die Ausführung der Parteibeschlüsse (Statut der PdAK, Kapitel III, Artikel 26).
Auf der dem VIII. Parteitag folgenden konstituierenden Sitzung des neu gewählten ZK am 11. Januar 2021 wurden die Mitglieder des Sekretariats des ZK der PdAK gewählt.
Mitglieder: Kim Jong-un (Generalsekretär), Jo Yong-won, Pak Thae-song, Ri Pyong-chol, Jong Sang-hak, Ri Il-hwan, Kim Tu-il, Choe Sang-gon

### Zentrale Militärkommission
Die Zentrale Militärkommission berät und entscheidet über die Militärpolitik der Partei und die Methoden ihrer Durchführung. Sie organisiert die Tätigkeit zur Stärkung der Militärindustrien und der Volksmilizen sowie aller bewaffneten Kräfte. Sie leitet die Militäreinrichtungen des Landes (Statut der PdAK, Kapitel III, Artikel 27).
Auf der dem VIII. Parteitag folgenden konstituierenden Sitzung des neu gewählten ZK am 11. Januar 2021 wurden die Mitglieder der Zentralen Militärkommission des ZK der PdAK gewählt.
Mitglieder: Kim Jong-un, Ri Pyong-chol, Jo Yong-wo, O Il-jong, Kim Jo-guk, Kang Sun-nam, O Su-yong, Pak Jong-chon, Kwon Yong-jin, Kim Jong-gwan, Jong Kyong-thaek, Ri Yong-gil, Rim Kwang-il